# Shunpei Uto
Shunpei Uto (鵜藤俊平?, Uto Shunpei; Kakegawa, 1º dicembre 1918 – ...) è stato un nuotatore giapponese.
Specializzato nello stile libero ha vinto la medaglia d'argento nei 400m sl e il bronzo nei 1500m sl alle Olimpiadi di Berlino 1936.

## Palmarès
- Olimpiadi

Berlino 1936: argento nei 400m sl e bronzo nei 1500m sl.